# Le Cœur de glace
Frozen Heart
Pistes de La Reine des neiges
Je voudrais un bonhomme de neige
Pistes de Frozen
Do You Want to Build a Snowman?
Le Cœur de glace (Frozen Heart) est une chanson tirée du film d'animation La Reine des neiges. Les paroles ont été écrites par Kristen Anderson-Lopez et la musique composée par Robert Lopez. La chanson est interprétée, dans le film, par un groupe de récolteurs de glace.
Le cœur de glace est une personne qui n'a pas de sentiment.